# 世子妃
世子妃，是中國、朝鮮、越南、琉球的女性封號制度，為世子的正室嫡妻。

## 概要
在中國、越南，為親王或郡王世子正室封號，在世子即位後，世子妃即受封成為王妃。在朝鮮高麗王朝後期，儲君的封號由王太子改稱王世子，正室封號亦由王太子妃改為王世子妃；朝鮮王朝再改稱王世子嬪。在琉球，儲君封王世子，王世子正室封世子妃。王世子即位為國王後，世子妃即受封成為王妃。

## 列表

### 台灣
| 配偶     | 稱號         | 備註                         |
| -------- | ------------ | ---------------------------- |
| 潮文王   | 潮文王妃唐氏 |                              |
| 監國世子 | 世子妃陳氏   | 世子鄭克臧於東寧之變時被弒。 |